# Premier Soccer League
Premier Soccer League (PSL), također i naziva Premier Soccer League Premier Division, odnosno ABSA Premiership je najviša nogometna liga u Južnoafričkoj Republici.

## O ligi
Premier Soccer League je osnovana 1996. godine kao nova organizacija koja će predstavljati prvi rang nogometne lige u Južnoj Africi nakon ukinuća apartheida i zamjene dotadašnjeg nogometnog ligaškog sustava, odnosno liga naziva NSL (National Soccer League) (u kojoj su se natjecali najveći južnoafrički klubovi) i NPSL (National Professional Soccer League) (koja je bila nezavisna liga u to vrijeme). Liga se otada igra sustavom jesen-proljeće (za razliku od prijašnjih godina kad je igrana tokom kalendarske godine). PSL od tada upravlja s dvije najviše lige - Premier League (često i naziva Premiership, Premier Soccer League Premier Division, odnosno prema sponzorima Castle Lager Premiership (do 2007.), kasnije ABSA Premiership), te s ligom drugog ranga naziva National First Division. Južnoafrički nogometni savez (engl. South African Football Association, afr. Suid-Afrikaanse Sokkerassosiasie) sa svojim sastavnicama organizira niže lige. Do sezone 2001./02. u Premier Soccer League se natjecalo 18 klubova, a kasnije 16.

## Dosadašnji prvaci
| sezona      | prvak             | doprvak           | trećeplasirani    |
| ----------- | ----------------- | ----------------- | ----------------- |
| 1996./97.   | Manning Rangers   | Kaizer Chiefs     | Orlando Pirates   |
| 1997./98.   | Mamelodi Sundowns | Kaizer Chiefs     | Orlando Pirates   |
| 1998./99.   | Mamelodi Sundowns | Kaizer Chiefs     | Orlando Pirates   |
| 1999./2000. | Mamelodi Sundowns | Orlando Pirates   | Kaizer Chiefs     |
| 2000./01.   | Orlando Pirates   | Kaizer Chiefs     | Mamelodi Sundowns |
| 2001./02.   | Santos            | SuperSport United | Orlando Pirates   |
| 2002./03.   | Orlando Pirates   | SuperSport United | Wits University   |
| 2003./04.   | Kaizer Chiefs     | Ajax Cape Town    | SuperSport United |
| 2004./05.   | Kaizer Chiefs     | Orlando Pirates   | Mamelodi Sundowns |
| 2005./06.   | Mamelodi Sundowns | Orlando Pirates   | Kaizer Chiefs     |
| 2006./07.   | Mamelodi Sundowns | Silver Stars      | Moroka Swallows   |
| 2007./08.   | SuperSport United | Ajax Cape Town    | Engen Santos      |
| 2008./09.   | SuperSport United | Orlando Pirates   | Kaizer Chiefs     |
| 2009./10.   | SuperSport United | Mamelodi Sundowns | Kaizer Chiefs     |
| 2010./11.   | Orlando Pirates   | Ajax Cape Town    | Kaizer Chiefs     |
| 2011./12.   | Orlando Pirates   | Moroka Swallows   | SuperSport United |
| 2012./13.   | Kaizer Chiefs     | Platinum Stars    | Orlando Pirates   |
| 2013./14.   | Mamelodi Sundowns | Kaizer Chiefs     | Bidvest Wits      |
| 2014./15.   | Kaizer Chiefs     | Mamelodi Sundowns | Bidvest Wits      |
| 2015./16.   | Mamelodi Sundowns | Bidvest Wits      | Platinum Stars    |
| 2016./17.   | Bidvest Wits      | Mamelodi Sundowns | Cape Town City    |

### Klubovi po uspješnosti
| klub              | sjedište                             | provincija    | prvak | drugi | treći | ostali nazivi, napomene                      |
| ----------------- | ------------------------------------ | ------------- | ----- | ----- | ----- | -------------------------------------------- |
| Mamelodi Sundowns | Pretoria - Mamelodi - Atteridgeville | Gauteng       | 7     | 3     | 2     |                                              |
| Kaizer Chiefs     | Johannesburg - Soweto                | Gauteng       | 4     | 5     | 5     |                                              |
| Orlando Pirates   | Johannesburg - Soweto                | Gauteng       | 4     | 4     | 5     |                                              |
| SuperSport United | Pretoria - Atteridgeville            | Gauteng       | 3     | 2     | 2     |                                              |
| Bidvest Wits      | Johannesburg                         | Gauteng       | 1     | 1     | 3     | Wits University                              |
| Manning Rangers   | Durban                               | KwaZulu-Natal | 1     |       |       | klub ugašen                                  |
| Santos            | Cape Town/Kaapstad                   | Western Cape  | 1     |       | 1     | Engin Santos                                 |
| Ajax Cape Town    | Cape Town/Kaapstad                   | Western Cape  |       | 3     |       |                                              |
| Platinum Stars    | Rustenburg - Phokeng                 | North West    |       | 2     | 1     | Silver Stars                                 |
| Moroka Swallows   | Johannesburg - Soweto                | Gauteng       |       | 1     | 1     |                                              |
| Cape Town City    | Cape Town/Kaapstad                   | Western Cape  |       |       | 1     | 2016. preuzeli licencu Mpumalanga Black Aces |

## Poveznice
- službene stranice  Arhivirana inačica izvorne stranice od 16. svibnja 2015. (Wayback Machine)
- rsssf.com, Južna Afrika
- soccerway.com, stranica lige
- kickoff.com, stranica lige  Arhivirana inačica izvorne stranice od 5. veljače 2017. (Wayback Machine)